# Janów (gemeente in powiat Sokólski)

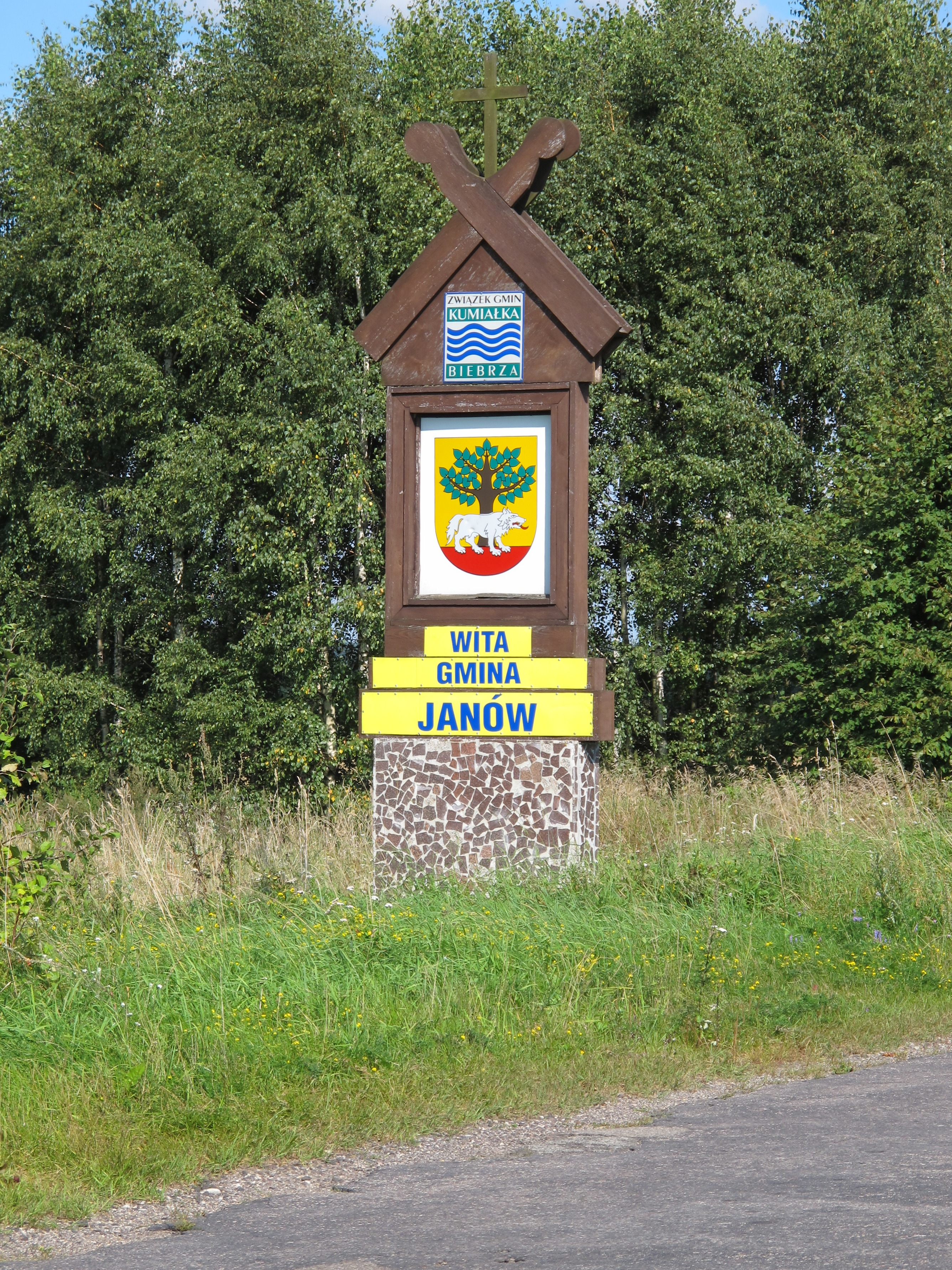
Janów

De gemeente Janów is een landgemeente in het Poolse woiwodschap Podlachië, in powiat Sokólski.
De zetel van de gemeente is in Janów.
Op 30 juni 2004 telde de gemeente 4469 inwoners.

## Oppervlakte gegevens
In 2002 bedroeg de totale oppervlakte van gemeente Janów 207,84 km², waarvan:
- agrarisch gebied: 62%
- bossen: 33%

De gemeente beslaat 10,12% van de totale oppervlakte van de powiat.

## Demografie
Stand op 30 juni 2004:
| Omschrijving                   | Totaal | Totaal | Vrouwen | Vrouwen | Mannen | Mannen |
| ------------------------------ | ------ | ------ | ------- | ------- | ------ | ------ |
| eenheid                        | aantal | %      | aantal  | %       | aantal | %      |
| inwoners                       | 4469   | 100    | 2238    | 50,1    | 2231   | 49,9   |
| bevolkingsdichtheid (inw./km²) | 21,5   | 21,5   | 10,8    | 10,8    | 10,7   | 10,7   |

In 2002 bedroeg het gemiddelde inkomen per inwoner 1541,55 zł.

## Plaatsen
Białousy, Brzozowe Błoto, Budno, Budzisk-Bagno, Budzisk-Strużka, Chorążycha, Cieśnisk Mały, Cieśnisk Wielki, Cimoszka, Czerteż, Dąbrówka, Franckowa Buda, Gabrylewszczyzna, Giełozicha, Janów, Jasionowa Dolina, Kamienica, Kizielany, Kizielewszczyzna, Kładziewo, Krasne, Kumiałka, Kuplisk, Kwasówka, Łubianka, Marchelówka, Nowokolno, Nowowola, Nowy Janów, Ostrynka, Podbudno, Podłubianka, Podtrzcianka, Przystawka, Rudawka, Sitawka, Sitkowo, Skidlewo, Soroczy Mostek, Sosnowe Bagno, Studzieńczyna, Szczuki, Teolin, Trofimówka, Trzcianka, Wasilówka, Zielony Gaj.

## Aangrenzende gemeenten
Dąbrowa Białostocka, Czarna Białostocka, Korycin, Sidra, Sokółka, Suchowola